# Nicolay Basov
Nicolay Gennadiyevich Basov (em russo:  Никола́й Генна́диевич Ба́сов; Usman, 14 de dezembro de 1922 — Moscou, 1 de julho de 2001) foi um físico russo.
Foi Nobel de Física em 1964, por trabalhos fundamentais no campo da eletrônica quântica conduzindo à construção de osciladores e amplificadores baseados no princípio dos maser e laser.

## Condecorações
- Prêmio Lenin 1959
- Ordem de Lenin, cinco vezes
- Ordem por Mérito à Pátria de segunda classe
- Ordem da Grande Guerra Patriótica de segunda classe

## Livros
- N. G. Basov, K. A. Brueckner (Editor-in-Chief), S. W. Haan, C. Yamanaka. Inertial Confinement Fusion, 1992, Research Trends in Physics Series published by the American Institute of Physics Press (presently Springer, New York). ISBN 0-88318-925-9.
- V. Stefan e N. G. Basov (Editores). Semiconductor Science and Technology, Volume 1. Semiconductor Lasers. (Stefan University Press Series on Frontiers in Science and Technology) (Paperback), 1999. ISBN 1-889545-11-2.
- V. Stefan e N. G. Basov (Editores). Semiconductor Science and Technology, Volume 2: Quantum Dots and Quantum Wells. (Stefan University Press Series on Frontiers in Science and Technology) (Paperback), 1999. ISBN 1-889545-12-0.